# József Szécsényi
József Szécsényi (hongarès: Szécsényi József)  (Szegvár, 10 de gener de 1932 - Budapest, 19 de març de 2017) fou un atleta hongarès, especialista en el llançament de disc, que va competir durant les dècades de 1950 i 1960.
El 1960 va prendre part en els Jocs Olímpics d'Estiu de Roma, on fou quart en la prova del llançament de disc del programa d'atletisme. Quatre anys més tard, als Jocs de Tòquio, fou cinquè en l'mateixa prova.
En el seu palmarès destaca una medalla de bronze en la prova del llançament de disc del Campionat d'Europa d'atletisme de 1954, rere els italians Adolfo Consolini i Giuseppe Tosi. També guanyà una medalla de plata als International University Games de 1957 i una d'or i dues de bronze en el Festival Mundial de la Joventut i els Estudiants de 1954, 1955 i 1962. Va guanyar el campionat nacional de disc de 1955, 1956, 1958 a 1963 i 1965.
El 7 de juny de 1959 va establir un nou rècord d'Europa de la modalitat amb un llançament de 58,33 metres, però una setmana més tard, el 14 de juny, el perdia a mans d'Edmund Piątkowski. Va millorar vuit vegades el rècord hongarès de disc, fins a situar-lo en els 60,66 metres el 1962.

## Millors marques
- Llançament de disc. 60,66 metres (1962)[2][9]